# Księstwo szczecińskie
Księstwo szczecińskie (niem. (Teil-)Herzogtum Pommern-Stettin; łac. Ducatus Stetinensis) – księstwo feudalne na Pomorzu Tylnym, będące częścią Świętego Cesarstwa Rzymskiego. Jego stolicą był Szczecin i było rządzone przez dynastię Gryfitów. Istniało w okresie pełnego i późnego średniowiecza od 1160 do 1625 z przerwami w latach 1264–1295 i 1523–1532.

## Historia
Państwo powstało w 1160, w wyniku podziału księstwa pomorskiego. Jego pierwszym władcą został Bogusław I. W 1264, książę szczeciński, Barnim I, zjednoczył księstwa szczecińskie i dymińskie, odtwarzając księstwo pomorskie. Księstwo szczecińskie zostało znowu stworzone w 1295, w wyniku podziału księstwa pomorskiego. W 1478 zostało ono włączone w księstwo pomorskie zjednoczone przez Bogusława X Wielkiego. Księstwo zostało znowu odtworzone 21 października 1532 w wyniku podziału księstwa pomorskiego. Istniało do 1625, gdy Bogusław XIV włączył je kolejny raz do zjednoczonego księstwa pomorskiego.

## Władcy

### Pierwsze państwo
- 1160–1187 Bogusław I
- 1187–1202 Bogusław II i Kazimierz II
- 1202–1220 Bogusław II
- 1220–1264 Barnim I

### Drugie państwo
- 1295–1344 Otton I
- 1344–1368 Barnim III Wielki
- 1368–1372 Kazimierz III
- 1372–1404 Świętobor I i Bogusław VII
- 1404–1413 Świętobor I
- 1413–1428 Otton II i Kazimierz V
- 1428–1435 Kazimierz V
- 1435–1451 Joachim Młodszy
- 1451–1464 Otton III
- 1464–1474 Eryk II
- 1474–1478 Bogusław X

### Trzecie państwo
- 1531–1569 Barnim IX Pobożny
- 1569–1600 Jan Fryderyk
- 1600–1603 Barnim X Młodszy
- 1603–1606 Bogusław XIII
- 1606–1618 Filip II
- 1618–1620 Franciszek szczeciński
- 1620–1625 Bogusław XIV